# Buda (Budapeszt)

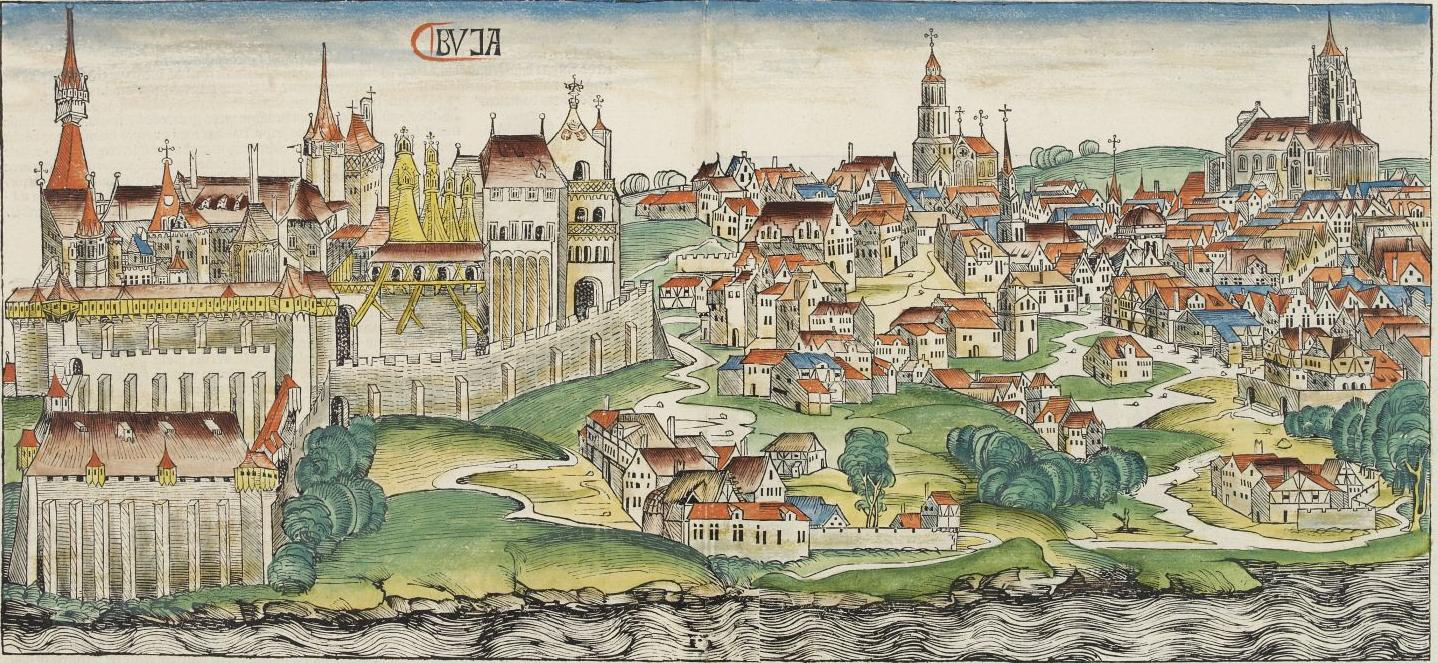
Najstarsze znane przedstawienie Budy autorstwa Hartmanna Schedla pochodzące z Kroniki norymberskiej (1493)

Buda (niem. Ofen, chorw. Budim, słow. Budín, serb. Будим / Budim, tur. Budin) – zachodnia, w znacznej części zalesiona i górzysta, część Budapesztu, stanowiąca około 1/3 terytorium całego miasta. Buda znajduje się na prawym brzegu Dunaju, który wyznacza granicę między nią a Pesztem.

## Historia i zabytki
Przez długie wieki Buda była niezależnym, samodzielnym miastem, przez pewien czas także stolicą całych Węgier. Znaczącym krokiem do połączenia jej z Pesztem było zbudowanie w 1849 r. pierwszego stałego mostu łączącego te dwie miejscowości. W 1873 r. doszło do oficjalnego połączenia obu miast oraz Óbudy w Budapeszt.
W tej części miasta znajdują się m.in. takie obiekty jak Zamek Królewski z całą Górą Zamkową, Góra Gellerta z Cytadelą, kościół kalwiński. W Budzie ma swój końcowy przystanek linia metra M2 przy Dworcu Południowym (Déli Pályaudvar).